# Chobrzany
Niektóre z zamieszczonych tu informacji od 2022-12 wymagają weryfikacji.
Dokładniejsze informacje o tym, co należy poprawić, być może znajdują się w dyskusji tego artykułu.
 Po wyeliminowaniu niedoskonałości należy usunąć szablon  z tego artykułu.
Chobrzany – wieś w Polsce położona w województwie świętokrzyskim, w powiecie sandomierskim, w gminie Samborzec.
Przez wieś przechodzi  czerwony szlak turystyczny z Gołoszyc do Piotrowic.
Najważniejszym zabytkiem Chobrzan jest Kościół pw. św. Jana Ewangelisty z XIX wieku, w nim XV-wieczny obraz „Święta rozmowa”. W Chobrzanach często przebywał Stefan Żeromski – u siostry swej matki, Tekli Trepkowej, jej grób znajduje się obok kaplicy na cmentarzu. Imię Stefana Żeromskiego nosi chobrzańskie Liceum Ogólnokształcące oraz Szkoła Podstawowa.
W latach 1954–1972 wieś należała i była siedzibą władz gromady Chobrzany. W latach 1975–1998 miejscowość położona była w województwie tarnobrzeskim.
We wsi znajduje się jednostka Ochotniczej Straży Pożarnej.

## Części wsi
| SIMC    | Nazwa                | Rodzaj    |
| ------- | -------------------- | --------- |
| 0806708 | Chobrzany Poduchowne | część wsi |
| 0806714 | Czworaki             | część wsi |
| 0806720 | Gościniec            | część wsi |
| 0806737 | Stawy                | część wsi |

## Zabytki
Cmentarz parafialny, wpisany do rejestru zabytków nieruchomych (nr rej.: A.711 z 14.06.1988).

## Dawne części wsi
W latach 70. XX wieku przyporządkowano i opracowano spis lokalnych części integralnych dla Chobrzan.

| Nazwa wsi – miasta   | Nazwy części wsi – miasta | Nazwy obiektów fizjograficznych – charakter obiektu |
| -------------------- | --- | --- |
| I. Gromada CHOBRZANY | | |
| 1. Chobrzany         | 1. Czworaki 2. Dolne 3. Gaj 4. Gościniec 5. Górne 6. Kolonie 7. Kozaki 8. Łąki 9. Murzyny 10. Pastwiska 11. Pod Faliszowicami 12. Stawy | 1. Dworska Niwa – pole 2. Gaj – pole 3. Gorzyczanka – rzeczka 4. Kołodziejówka – pole 5. Miłosierdzie – pole 6. Niwka – pole 7. Pastwiska – pole, cegielnia 8. Rudki – łąka |